# Служба каталогів
Служба каталогів (Directory Service) — це засіб ієрархічного представлення ресурсів, що належать певній організації, а також інформації про ці ресурси. Під ресурсами можна розуміти матеріальні ресурси, персонал, мережеві ресурси і т. д.
Кожен ресурс може належати до одного чи кількох класів. Кожен клас вказує, що ресурс є певним типом сутності, і має певний набір властивостей. Сукупності класів можуть об'єднуватися в схеми, котрі описують типи ресурсів, які застосовуються в окремо взятій предметній області.
Служба каталогів (Directory Service) в контексті комп'ютерних статей - програмний комплекс, який дає змогу адміністратору працювати з упорядкованим по ряду ознак масивом інформації про мережеві ресурси (загальні теки, сервера друку, принтери, користувачі і т.д.). Цей масив зберігається в одному місці, що дозволяє централізовано керувати як самими ресурсами, так і інформацією про них, а також дає змогу контролювати їх використання третіми особами.

## Історична довідка
- 1984 - Компанія Banyan випустила першу службу каталогів - StreetTalk для мережі підприємства під керівництвом системи Banyan VINES.
- 1993 - Компанія Novell представила мережеву ОС NetWare 4, в склад котрої входила об'єктно-орієнтована служба каталогів NetWare Directory Services (в подальшому перейменована в Novell Directory Services (NDS)).
- 1993 - Компанія Microsoft представляє Windows NT Directory Services (NTDS) в комплекті з новою ОС Windows NT Server.

В подальшому NDS розвилась в eDirectory, а NTDS в Active Directory.
Протягом 80-х років міжнародною організацією International Telegraph and Telephone Consultative Committee розробляється загальний стандарт для служби каталогів, що отримує назву X.500. Його частиною є протокол доступу до каталогу DAP (Directory Access Protocol), що використовується в сучасних службах каталогів в полегшеному варіанті LDAP (Lightweight Directory Access Protocol) по причині занадто широкої функціональності, яка виявила себе недоречною у випадку персональних комп'ютерів.

## Реалізація
Служби каталогів мають цілий ряд комерційних і вільних програмних реалізацій.
Комерційні:
- Active Directory
- Novell eDirectory
- iPlanet Directory

Некомерційні:
- OpenLDAP
- Apache Directory Server
- Fedora Directory Server  в 2009 році перейменований в 389 Directory Server